# نیکیتا ملنیکوف
نیکیتا وسیلویچ ملنیکوف (به روسی: Никита Васильевич Мельников) زاده ۲۲ فوریهٔ ۱۹۸۶ است. او کشتی گیر کشور روسیه است. از افتخارات وی می‌توان به کسب مدال طلا کشتی فرنگی مسابقات قهرمانی کشتی جهان ۲۰۱۳ اشاره کرد.